# قدیسان و سربازها: نیروی هوایی
قدیسان و سربازها ۲: نیروی هوایی (به انگلیسی: Saints and Soldiers: Airborne Creed) یک فیلم سینمایی آمریکایی در ژانر درام و جنگی محصول سال ۲۰۱۲ به کارگردانی رایان لیتل است. این فیلم براساس وقایعی است که در هنگام حمله به جنوب فرانسه در عملیات دراگون در جنگ جهانی دوم رخ داده‌است. داستان این فیلم هیچ ارتباطی با وقایع یا شخصیت‌های نمایش داده شده در فیلم قبلی مقدسین و سربازها (۲۰۰۳) ندارد. این فیلم در یوتا و با بودجه اندک فیلمبرداری شد.

## خلاصه داستان فیلم
در پانزدهم اوت سال ۱۹۴۴ تیم ۵۱۷ ام چتربازان بر فراز جنوب فرانسه پرش می‌کنند. مأموریت آنها محافظت و پشتیبانی از متفقینی است که به طرف برلین در حرکت هستند. آنها در منطقه دشمن فرود می‌آیند و زیر آتش سنگین دشمن قرار می‌گیرند…